# Den Danske Filmskole
Den Danske Filmskole er en videregående kunstnerisk uddannelsesinstitution under Kulturministeriet, som varetager uddannelserne indenfor film- og tv-produktion samt andre medierelaterede produktioner. Skolen har ca. 100 elever. Rektor til 1. marts 2014 var Poul Nesgaard, som blev afløst af Vinca Wiedemann. Hun måtte gå af i 2019 efter protester fra elever. Bo Damgaard blev konstitueret som rektor. Første rektor var I. C. Lauritzen til 1969. Skolen har i dag til huse på Holmen i København.
Filmskolen blev grundlagt i 1966 på Christianshavn af filminstruktør og -teoretiker Theodor Christensen og er Danmarks eneste statslige videregående uddannelse indenfor film- og tv-produktion. De øvrige skoler er private og markant mindre. For at kunne optages på skolen, skal man indsende et værk. Der er optagelse hvert andet år, hvor der kommer omkring seks nye elever på hver af studieretningerne som omfatter: Instruktør, producer, manuskriptforfatter, filmfotograf, klipper, tonemester.
Lars von Trier har gået der, og han var en af de yngste nogensinde. Andre kendte elever er Edward Fleming (1924-92).

## Tidligere elever
Kilde
- Åke Sandgren (1982)[2]
- Lin Alluna (2017)
- Amanda Kernell
- Anders August (2007)
- Anders Morgenthaler (2002)
- Anders August (2007)
- Eva Marie Rødbro (2015)
- Anthony Dod Mantle (1989)[3]
- Max Kestner (1997)
- Bille August (1973, som fotograf)[4]
- Carsten Fromberg (1989)
- Christian Holten Bonke (2005)
- Christoffer Boe (2001)[5]
- Dagur Kári (1999)
- Daniel Espinosa (2003)
- Eva Mulvad (2001)
- Jonas Elmer (1995)[6]
- Katrin Ottarsdóttir[7]
- Kim Fupz Aakeson (1996)[8]
- Krass Clement (1978)[9]
- Lars Von Trier (1982)[10]
- Lisa Aschan[11][12]
- Lone Scherfig (1984)[13]
- Manuel Alberto Claro (2001)[14]
- May el-Toukhy (2009)
- Niels Arden Oplev (1989)[15]
- Ole Christian Madsen (1993)
- Per Fly (1993)
- Pernille Fischer Christensen (1999)[16]
- Peter Flinth (1993)
- Phie Ambo (2003)[17][11]
- Reza Parsa (1995)
- Rumle Hammerich (1979)[18]
- Sami Saif (1997)[19]
- Susanne Bier (1987)[20]
- Thomas Vinterberg (1993)
- Tobias Lindholm (2007)
- Vladimir Oravsky (1982)[21]

## Eksterne kilder og henvisninger
- Den Danske Filmskole Arkiveret 6. november 2020 hos  Wayback Machine